# Petit-Rechain
 (juin 2020).
Si vous disposez d'ouvrages ou d'articles de référence ou si vous connaissez des sites web de qualité traitant du thème abordé ici, merci de compléter l'article en donnant les références utiles à sa vérifiabilité et en les liant à la section « Notes et références ».
Petit-Rechain (en wallon Pitit-Rtchin, en allemand Klein-Richeim) est une section de la ville belge de Verviers située en Région wallonne dans la province de Liège.
Petit Rechain abrite la maison de retraite « Bon air ».

## Évolution démographique
- Sources : INS, Rem. : 1831 jusqu'en 1970 = recensements, 1976 = nombre d'habitants au 31 décembre.

## Histoire
Petit-Rechain est une commune à part entière avant la fusion des communes de 1977.

## Patrimoine et culture

### Patrimoine architectural
- Château de Petit-Rechain : Cette gentilhommière du XVIIe siècle à un étage, de style Louis XIII, est située au centre du village. Le parc du château est devenu un lotissement où furent construites plusieurs habitations, tandis que le corps de logis est subdivisé en appartements[1],[2].

- Château des Tourelles : Appelé aussi château de Victor de Neuville. Pratiquement disparu, excepté les écuries et une tour du XIXe siècle[3].

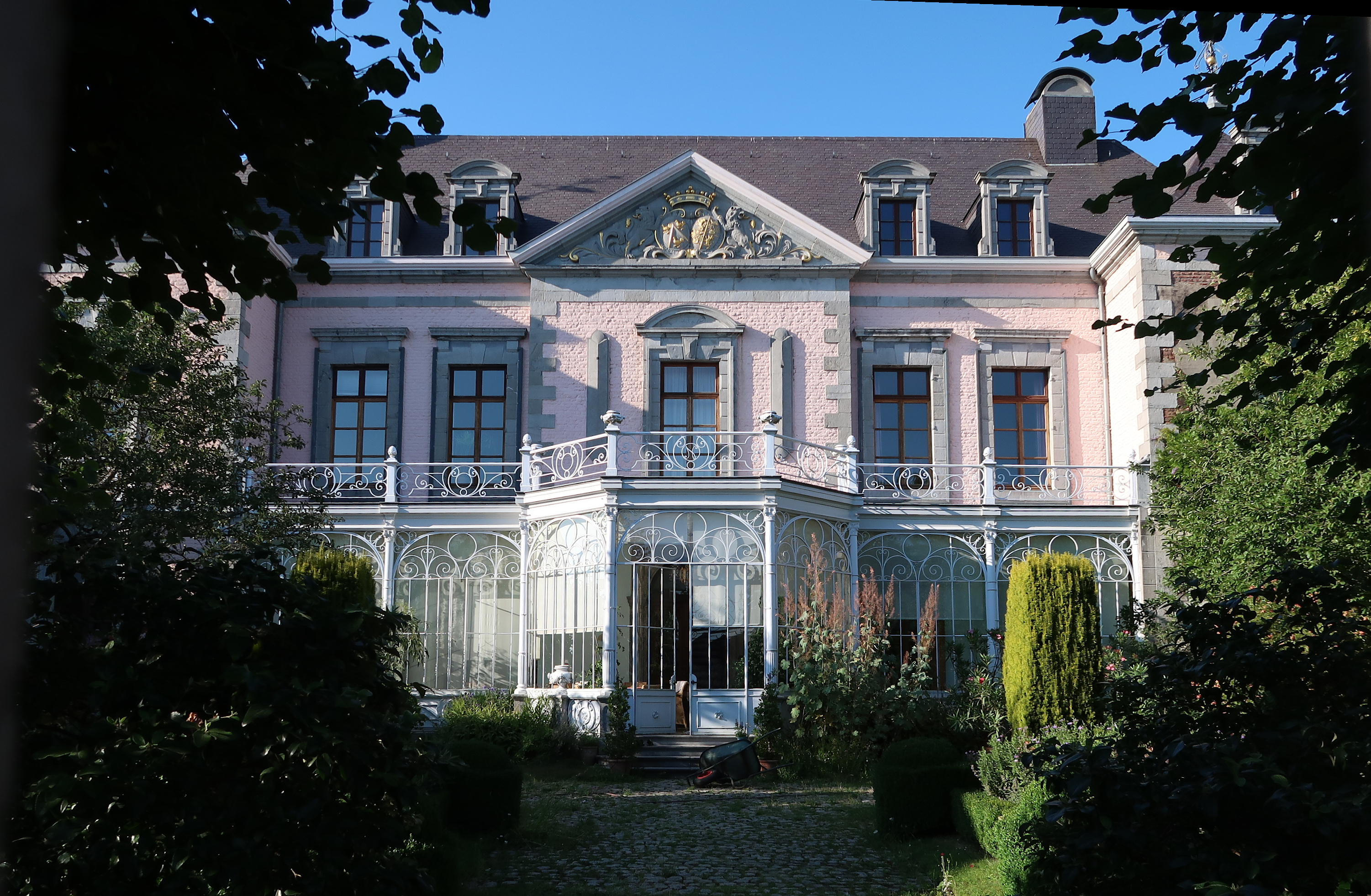
Château de Rechain
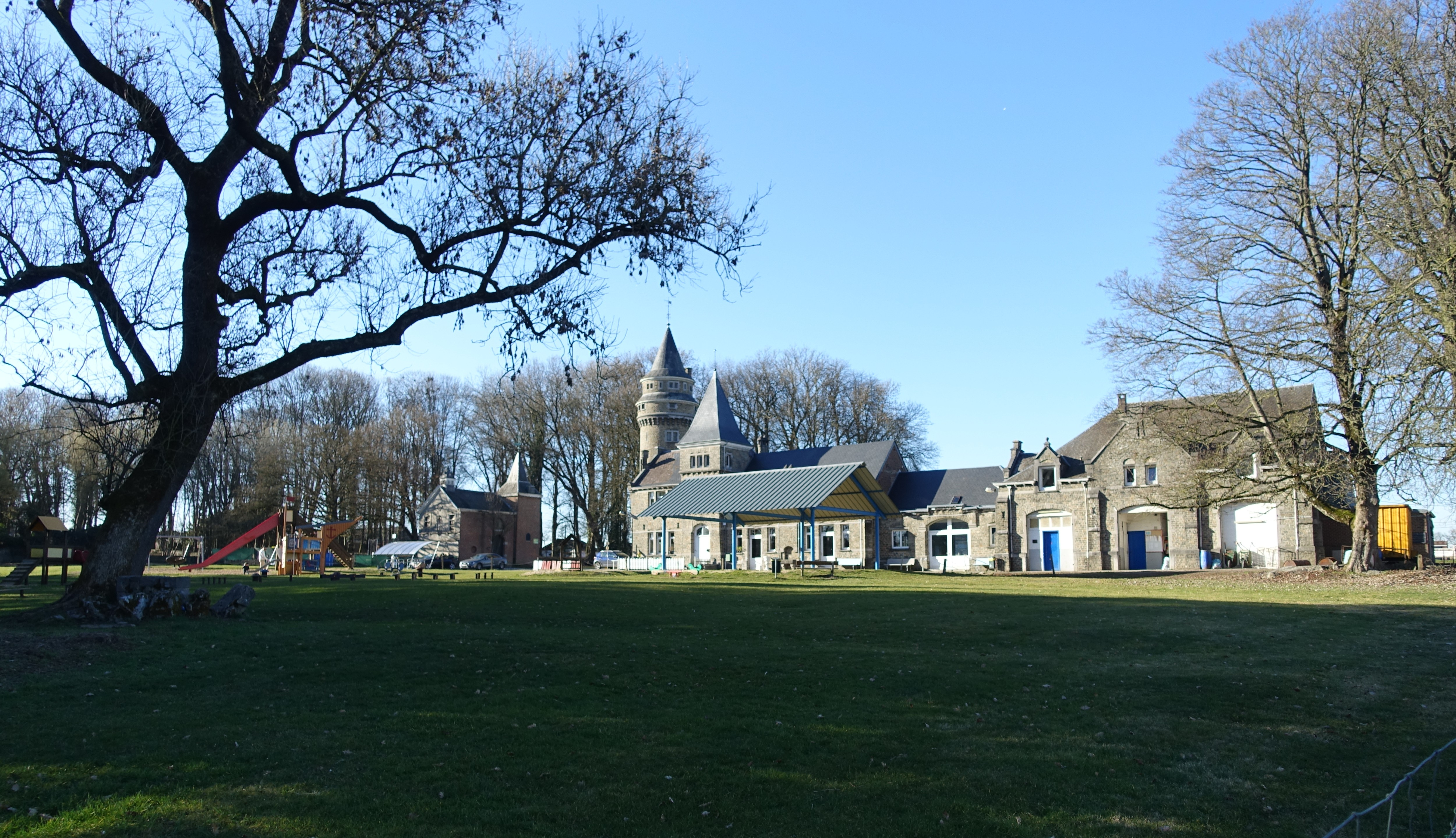
Vestiges du Château des Tourelles avec plaine de jeux
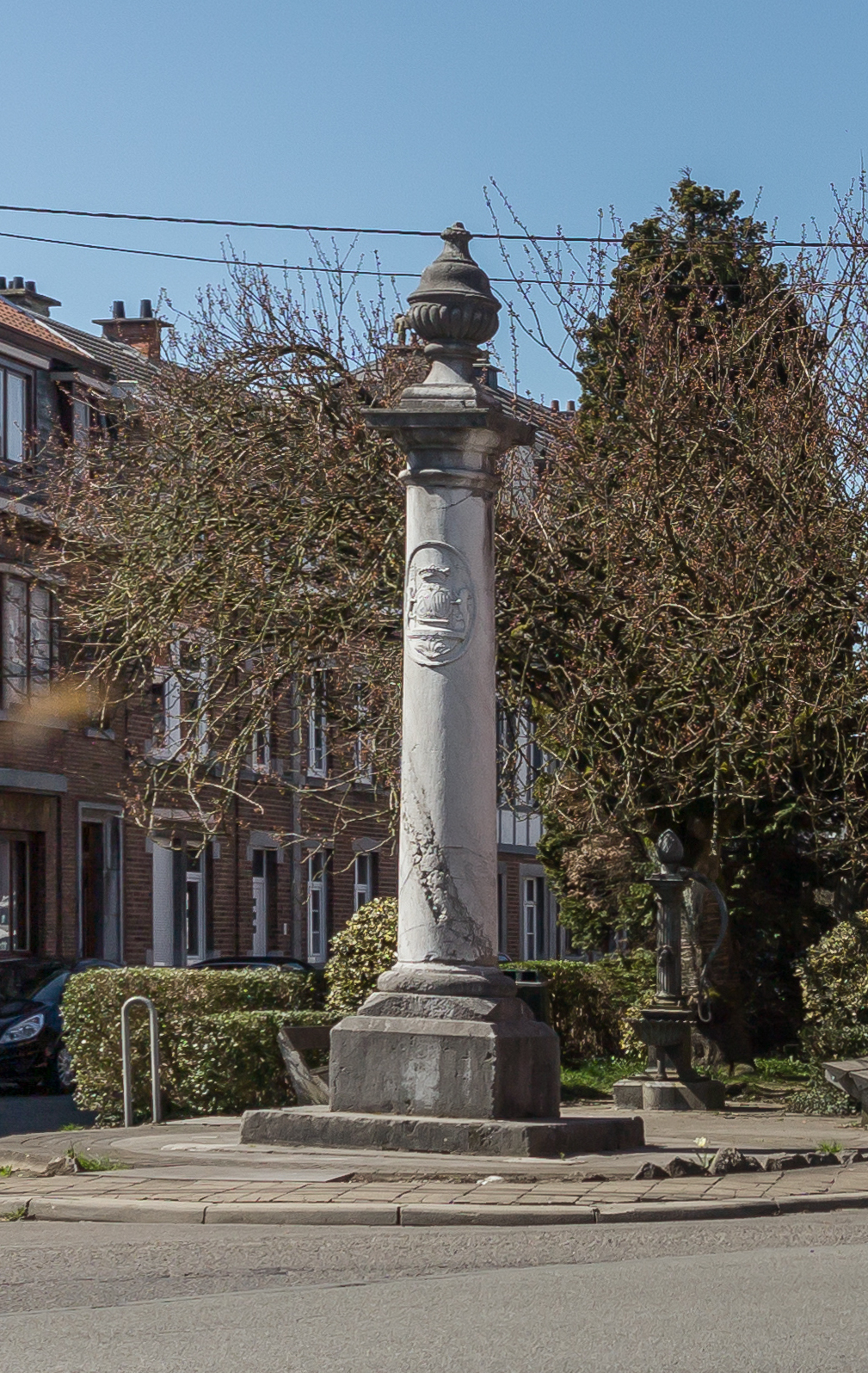
Perron de Petit-Rechain
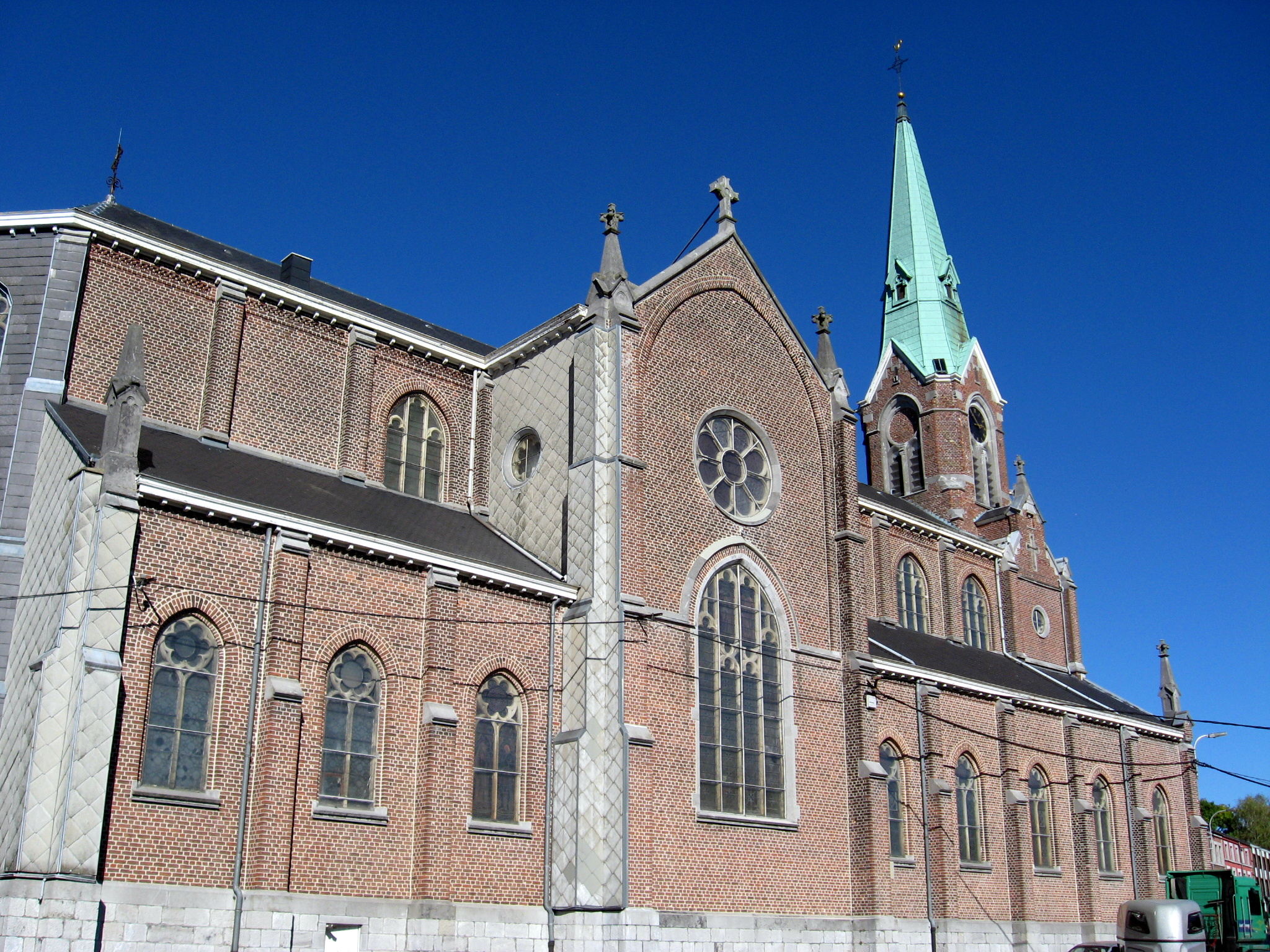
Eglise Saint-Martin

## Personnalités nées à Petit-Rechain
- Laurent-Benoît Dewez (1731-1812), premier architecte de la Cour du Gouverneur des Pays-Bas autrichiens à Bruxelles.
- Pierre David ou David-Fischbach, né à Petit-Rechain le 3 février 1795 et décédé à Lambermont le 13 novembre 1848, fut un homme politique belge francophone du parti libéral de Belgique, intervenu souvent pour l'amélioration du chemin de fer de Spa et de la province de Luxembourg[4].
- Gustave Fourcault, (Petit-Rechain, 18 avril 1861 – Golfe de Gascogne, 19 avril 1906) était le capitaine du navire-école belge Comte de Smet de Naeyer, ayant sombré dans le Golfe de Gascogne avec 33 marins[5].
- Émile Deshayes (1875-1946), architecte et dessinateur.
- Philippe Maystadt (1948-2017), homme politique et ministre d'État belge, président de la Banque européenne d'investissement (BEI)[6].
- Melchior Wathelet (1949-), homme politique et ministre belge, avocat général à la Cour de Justice de l'Union européenne siégeant à Luxembourg[7],[8].
- Marc Elsen (1960-), homme politique, ancien bourgmestre de Verviers et membre du Sénat de Belgique[9].